# 本尼特縣 (南達科他州)
本尼特縣（英語：Bennett County）是一个位于美国南达科他州南部的郡，南鄰內布拉斯加州，面積3,084平方公里。据2020年美國人口普查数据显示，该县人口共计3,381人，縣治馬丁（Martin）。

## 历史
本尼特县成立於1909年3月9日，縣政府成立於1912年4月27日。縣名紀念達科他領地最高法院法官、國會代表格約翰·E·班尼特（Granville Gaylord Bennett）。